# Svatove
Svatove (em ucraniano:  Сватове, em russo:  Сватово) é uma cidade da Ucrânia, situada no Oblast de Luhansk. Tem 27 km² de área e sua população em 2020 foi estimada em 17.134 habitantes.